# Hysen Memolla
Hysen Memolla (n. 3 iulie 1992) este un fotbalist albanez care joacă pe postul de stînga înapoi pentru clubul italian US Salernitana și echipa națională a Albaniei.

## Clubul de carieră

### Cariera timpurie
Născut în Kavajë, Albania, Memolla s-a mutat la Apulia, Italia la vârsta de un an cu părinții săi. A început să joace fotbal în orașul său natal Pezze di Greco, înainte de a ajunge la grupele de tineret ale ASD Esperia din apropiere de Monopoli. În 2010 a ajuns la academia echipei AS Martina Franca 1947, recent promovată în Eccellenza. În anul următor a ajuns la primă echipă, atunci aflată pe locul al cincilea în Serie D, și a făcut parte din echipa care a reușit promovarea în Lega Pro Seconda Divisione. După două sezoane în al patrulea eșalon, Memolla a semnat un contract cu echipa de Seria A Hellas Verona.

### Hellas Verona și împrumuturile
Memolla nu a fost inclus în lotul primei echipe, parțial din cauza faptului că nu deținea cetățenia unei țări a UE. El a fost imediat trimis sub formă de împrumut la Martina Franca, acum în al treilea eșalon Lega Pro.
Următorul lui împrumut a fost cel la echipa din primul eșalon sloven FC Koper. A jucat în 17 meciuri pentru echipă, marcând de două ori, dar nu a mai jucat în niciun meci după mijlocul lunii martie 2016.

### Hajduk Split
El a semnat un contract cu HNK Hajduk Split din postura de jucător liber de contract la 4 iulie 2016, după ce a trecut cu succes de probele date la echipă. Memolla și-a făcut debutul pentru  Hajduk într-un meci din cadrul etapei a 3-a a Prva HNL împotriva lui RNK Split la Park Mladeži într-o victorie scor 0-1 pentru Hajduk. Contractul său a fost prelungit pentru încă doi ani, după ce a devenit jucător de bază în prima echipă.

### Salernitarna
Memolla nu a jucat în niciun meci în sezonul 2018-2019, după ce a fost înlocuit în echipa de start de André Fomitschow și Domagoj Bradarić. În cele din urmă, a fost trimis la echipa a doua echipă a lui Hajduk și plasat pe lista de transferuri. La 24 ianuarie 2019, el și-a încheiat contractul cu Hajduk și s-a alăturat echipei de Serie B Salernitana.

## Cariera la națională
Memolla a primit prima sa convocare la echipa națională de fotbal a Albaniei sub 21 de ani din partea antrenorului Skënder Gega pentru un cantonament de 3 zile din perioada 7-10 mai 2012.

### Echipa națională a Albaniei
Ca urmare a formei bune arătate la Hajduk Split în cea mai mare parte a meciurilor din calificările și playofful UEFA Champions League 2017-2018, Memolla a fost pentru prima dată convocat la echipa națională mare a Albaniei de către noul antrenor Christian Panucci pentru meciurile de calificare la Campionatul Mondial din 2018, împotriva Liechtensteinului și Macedoniei, pe 2 și 5 septembrie 2017. El a fost rezervă neutilizată în primul meci și și-a făcut debutul celei de-a doua echipe amintite, intrând din postura de rezervă în minutul 73, în locul căpitanului echipei naționale, Ansi Agolli.

## Statistici privind cariera

### Club
Până pe data de 17 decembrie 2017
| Club           | Sezon         | Campionat                | Campionat | Campionat | Cupă    | Cupă   | Europa  | Europa | Altele  | Altele | Total   | Total  |
| Club           | Sezon         | Divize                   | Meciuri   | Goluri    | Meciuri | Goluri | Meciuri | Goluri | Meciuri | Goluri | Meciuri | Goluri |
| -------------- | ------------- | ------------------------ | --------- | --------- | ------- | ------ | ------- | ------ | ------- | ------ | ------- | ------ |
| Martina Franca | 2011-2012     | Serie D                  | 20        | 0         | -       | -      | -       | -      | -       | -      | 20      | 0      |
| Martina Franca | 2012-2013     | Lega Pro Seconda Divizia | 20        | 0         | -       | -      | -       | -      | -       | -      | 20      | 0      |
| Martina Franca | 2013-2014     | Lega Pro Seconda Divizia | 12        | 0         | -       | -      | -       | -      | -       | -      | 12      | 0      |
| Martina Franca | 2014-2015     | Lega Pro                 | 27        | 0         | -       | -      | -       | -      | -       | -      | 27      | 0      |
| Martina Franca | Total         | Total                    | 79        | 0         | -       | -      | -       | -      | -       | -      | 79      | 0      |
| Koper          | 2015-2016     | Slovacia PrvaLiga        | 17        | 2         | 3       | 0      | -       | -      | -       | -      | 20      | 3      |
| Hajduk Split   | 2016-2017     | Prima Liga Croată        | 24        | 0         | 2       | 0      | 2       | 0      | -       | -      | 28      | 0      |
| Hajduk Split   | 2017-2018     | Prima Liga Croată        | 13        | 0         | 1       | 0      | 6       | 0      | -       | -      | 20      | 0      |
| Hajduk Split   | Total         | Total                    | 37        | 0         | 3       | 0      | 8       | 0      | -       | -      | 48      | 0      |
| Total carieră  | Total carieră | Total carieră            | 133       | 2         | 6       | 0      | 8       | 0      | -       | -      | 147     | 2      |

1. ↑  Meciuri în competițiile europene precum Liga Campionilor UEFA și Europa League

### Meciuri la națională
Până la data de 6 octombrie 2017 
| Echipa națională | An    | Meciuri | Goluri |
| ---------------- | ----- | ------- | ------ |
| Albania          | 2017  | 2       | 0      |
| Total            | Total | 2       | 0      |